# 22 Geminorum
22 Geminorum är en vit stjärna i stjärnbilden Tvillingarna.
22 Geminorum har visuell magnitud +7,09 och kräver fältkikare för att kunna observeras. Den befinner sig på ett avstånd av ungefär 690 ljusår.